# Аморфа кустарниковая
Амо́рфа куста́рниковая (лат. Amórpha fruticósa) — листопадный кустарник, вид рода Аморфа (Amorpha) семейства Бобовые (Fabaceae).

## Распространение и экология
Ареал вида охватывает западные районы Канады, практически всю территорию США, северные районы Мексики. Натурализовалось в Европе и умеренных районах Азии.
|                                               |
|                                               |
|                                               |
|                                               |
| Сверху вниз: Ветви. Листья. Соцветие. Цветки. |

## Ботаническое описание
Кустарник высотой 1—2 (до 6) м. Ветви многочисленные, вверх направленные, вначале опушённые, позднее голые. Кора бурая или тёмно-серая, покрытая короткими, прижатыми, белыми волосками (за исключением старых ветвей).
Листья непарноперистые, длиной 9—17 (до 30) см, с 5—12 парами продолговато-овальных или продолговато-эллиптических листочков. Листочки от узко и широко-эллиптических, до яйцевидных и обратнояйцевидных, длиной 2—4 см, шириной 0,5—1,8 см, с тёмными, точечными железками, на верхушке округлённые или коротко заострённые, с коротким шипиком, при основании широко или узко-клиновидные, сверху ярко-зелёные, снизу светлее, почти голые, по краю ресничатые, на черешочках длиной 1.5—2 мм. Прилистники острые, длиной до 7 мм, шириной 0,5 мм.
Цветки мелкие, почти сидячие в густых верхушечных, сближенных кистях длиной 9—14 см, с пазушными укороченными цветоносами. Прицветники маленькие, длиной 0,5—1 мм, чешуевидные. Чашечка колокольчатая, в верхней части окрашенная в фиолетовый цвет, длиной 2.5—3 мм, шириной 2 мм, с четырьмя тупыми зубцами и 1 нижним, острым. Флаг - единственный лепесток в цветке - голый, красновато-фиолетовый, тёмный, длиной 4—6 мм, шириной 4 мм, с ноготком длиной 1 мм. Тычиночные нити удлинённые, с жёлтыми пыльниками, выдающиеся над флагом.
Бобы длиной около 8—9 мм, шириной 2 мм, выгнутые на спинке, голые, одно-двусемянные, с загнутым длинным острием. Семена удлинённо-почковидные, блестящие, гладкие, коричневые, согнутые в верхней части, длиной 3—4 мм, шириной 1,5 мм. В 1 кг около 111 тысяч бобов; 1 тысяча бобов весит 6—13 г.
Цветёт в мае — июне. Цветение продолжается в течение 25 дней. Плодоносит в сентябре.
Всходы с продолговато-эллиптическими, сидячими семядолями длиной 0,8—1,2 см и шириной 0,3—0,4 см; первые 3—4 листа простые, округлые, на черешках более длинных, чем пластинка, затем листья с 3, 5 и так далее листочками.

## Растительное сырьё
Семена растения содержат гликозид аморфин, плохо растворимый в холодной воде.
Аморфин оказывает успокаивающее действие, обладает кардиотоническими и нейротропными свойствами.

## Значение и применение
Пригодна для групп в садах и парках и для укрепления оврагов, довольно соле- и засухоустойчива.
Опасное инвазионное растение как в Америке, так и в Европе.
Препараты применяют как седативное средство при вегетативных неврозах, неврозах сердечно-сосудистой системы и пароксизмальной тахикардии. В нетоксических дозах он предупреждает судороги, вызванные камфорой; в меньшей степени предупреждает стрихниновые судороги.
На основе аморфина создан препарат «Фрутицин», обладающий успокаивающим действием при различных невротических состояниях (пароксизмальная тахикардия, вегетососудистая дистония, неврозы сердечно-сосудистой системы).

### В пчеловодстве
Отличный пыльценос и медонос. По многолетним данным (2000—2012 гг.) в Ростовской области средняя дата начала цветения приходится на 20—23 мая при накопления суммы эффективных температур 549,9 °С. Пчёлы активно собирают нектар в вечерние часы. В период цветения контрольный улей показывал привес 1,8 кг в сутки. Во время цветения в середине июля на плантациях стоит гул от пчёл. В соцветии за сутки раскрывается около 66 цветков, пыльцевая продуктивность которых 20,96 мг, а всего растения от 17,9 до 198 грамм. Цветок продуцирует 1—3 дня. Пыльца оранжевая, мелкая. Продолжительность цветения на Дальнем Востоке 18—20 дней.
Мёд с аморфы имеет красноватый оттенок из-за попадания пыльцы. Со временем мёд становится бесцветным и длительное время (в течение двух лет) не кристаллизуется.

## Таксономия
Вид Аморфа кустарниковая входит в род Аморфа (Amorpha) трибы Amorpheae подсемейства Мотыльковые (Faboideae) семейства Бобовые (Fabaceae) порядка Бобовоцветные (Fabales).
|  |                                      |  |                                                             |                                                             |                   |  | ещё 4 семейства (согласно Системе APG II) | ещё 4 семейства (согласно Системе APG II)    |                                              |  |  |  | ещё около 470 родов | ещё около 470 родов      |  |  |
|  |                                      |  |                                                             |                                                             |                   |  | ещё 4 семейства (согласно Системе APG II) | ещё 4 семейства (согласно Системе APG II)    |                                              |  |  |  | ещё около 470 родов | ещё около 470 родов      |  |  |
|  |                                      |  |                                                             | порядок Бобовоцветные                                       |                   |  |                                           |                                              | подсемейство Мотыльковые                     |  |  |  |                     | вид Аморфа кустарниковая |  |  |
|  |                                      |  |                                                             | порядок Бобовоцветные                                       |                   |  |                                           |                                              | подсемейство Мотыльковые                     |  |  |  |                     | вид Аморфа кустарниковая |  |  |
|  | отдел Цветковые, или Покрытосеменные |  |                                                             |                                                             | семейство Бобовые |  |                                           |                                              | род Аморфа                                   |  |  |  |                     |                          |  |  |
|  | отдел Цветковые, или Покрытосеменные |  |                                                             |                                                             |                   |  |                                           |                                              |                                              |  |  |  |                     |                          |  |  |
|  |                                      |  | ещё 44 порядка цветковых растений (согласно Системе APG II) | ещё 44 порядка цветковых растений (согласно Системе APG II) |                   |  |                                           | ещё 2 подсемейства (согласно Системе APG II) | ещё 2 подсемейства (согласно Системе APG II) |  |  |  | ещё около 15 видов  |                          |  |  |
|  |                                      |  |                                                             | ещё 44 порядка цветковых растений (согласно Системе APG II) |                   |  |                                           |                                              | ещё 2 подсемейства (согласно Системе APG II) |  |  |  |                     |                          |  |  |